# Metoa verbosa
Metoa verbosa är en stekelart som först beskrevs av Cresson 1879.  Metoa verbosa ingår i släktet Metoa och familjen brokparasitsteklar. Inga underarter finns listade i Catalogue of Life.